# Anouk Elias
Leyb-Anouk Elias (* 1997 in Nürnberg) ist eine deutsch-schweizerische Person, die im Bereich Schauspiel und Synchron arbeitet.

## Leben
Leyb-Anouk Elias wurde 1997 als Kind des Schweizer Schauspielers Patrick Elias und der Nürnberger Schauspielerin Michaela Domes geboren. Während eines Auslandsjahres in den Vereinigten Staaten von Amerika spielte Elias im Musical Evita mit und entschied sich daraufhin, zukünftig im Bereich Schauspiel zu arbeiten. Parallel zu den Abiturvorbereitungen begann Elias, an Schauspielschulen vorzusprechen und wurde schließlich an der Otto-Falckenberg-Schule in München angenommen. Von 2016 bis 2020 absolvierte Elias hier die Schauspielausbildung. Anschließend folgten erste Engagements in Fernsehserien und -filmen, 2022 übernahm Elias eine Rolle im Kinofilm Der Passfälscher. Neben der Schauspielarbeit spricht Leyb-Anouk Elias auch Synchronrollen für Serien (z. B. Servant, WandaVision) und Filmen (z. B. The Perfection, The Dry – Lügen der Vergangenheit).
Elias spielte in verschiedenen Theatern, unter anderem an den Münchner Kammerspielen, dem Mainfranken Theater Würzburg, dem Oldenburgischen Staatstheater, in Berlin am Deutschen Theater und der Komischen Oper und in Hamburg am Altonaer Theater. Eine der prominenten Rollen war hierbei die der Anne Frank in Das Tagebuch der Anne Frank. Elias’ Großvater Buddy Elias war der Cousin von Anne Frank. 2025 wurde Elias Mitglied des Ensembles am Schauspiel Hannover.
Leyb-Anouk Elias identifiziert sich als non-binär.

## Filmografie
- 2020: SOKO München (Staffel 46, Folge 15: Countdown)
- 2021: Für immer Eltern (Fernsehfilm)
- 2022: Der Passfälscher
- 2022: Zurück aufs Eis (Fernsehfilm)
- 2023: In aller Freundschaft – Die jungen Ärzte (Folge 324: Perspektiven)
- 2023: Notruf Hafenkante (Staffel 17, Folge 24: Geliefert)
- 2023: Lena Lorenz: Krank vor Sorge (Fernsehreihe)
- 2023–2024: Theresa Wolff – Der Thüringenkrimi (Fernsehreihe)
  - 2023: Der schönste Tag
  - 2024: Dreck!
  - 2024: Lost
- 2023: Morin (Fernsehfilm)
- 2024: Blutige Anfänger (Fernsehserie, Folge Blutlinie)
- 2024: Wolfsland (Fernsehserie, Folge Schwarzer Spiegel)
- 2024: Für immer Freibad (Fernsehfilm)